# Druhá světová válka na Blízkém východě
Druhá světová válka na Blízkém východě je souhrnné označení pro boje mezi Spojenci a Osou v rámci druhé světové války v oblasti jihozápadní Asie. Společně s boji v Africe se též souhrnně označuje jako válka ve Středomoří. Spojeneckým silám se podařilo v relativně krátké době zajistit před mocnostmi Osy tuto oblast bohatou na ropu, což byl ze strany Spojenců strategický tah. Bylo tak však učiněno ze cenu porušení suverenity dvou neutrálních států (Iráku a Íránu).

## Anglo-irácká válka
Anglo-irácká válka bylo vojenské střetnutí britské armády s iráckou vzbouřeneckou vládou, vedenou Rašídem Alím al-Kajláním a podporovanou Německem a Itálií. Probíhalo od 2. do 31. května 1941. Skončilo britským vítězstvím, zamezením vlivu Osy na dění v Iráku a návratem probritské vlády prince Abd al-Iláha k moci.

## Syrsko-libanonské tažení
Syrsko-libanonské tažení, známé pod kódovým označením operace Exporter, vedli od 8. června do 11. července 1941 Spojenci proti jednotkám Vichistické Francie v oblasti Francouzského mandátu Sýrie a Libanonu. Příčinou byla obava ze zdejší přítomnosti a vlivu Němců, zejména že by zdejší letiště mohla posloužit pro mezipřistání letadel Luftwaffe, tak jako při nedávném povstání v Iráku. Operace se účastnil i československý pěší prapor 11 – Východní. Boje skončily uzavřením příměří a odchodem vichistů, z nichž se část (přibližně jedna sedmina) přidala k svobodným Francouzům.

## Anglo-sovětská invaze do Íránu
Po vypuknutí druhé světové války vedla proněmecká politika Íránců k tomu, že se SSSR i Británie začaly vážně obávat o své pozice v oblasti. Dne 25. srpna 1941 vtrhla sovětská a britská vojska do Íránu, oficiálně neutrálního státu, a donutila Rezu Šáha k rezignaci ve prospěch mladého prince Muhammada Rezy Pahlavího. Sám Rezá odešel do exilu, kde roku 1944 zemřel. Ve dnech 28. listopadu až 1. prosince 1943 se konala v íránském hlavním městě Teheránská konference za účasti Roosevelta, Churchilla a Stalina.

## Galerie

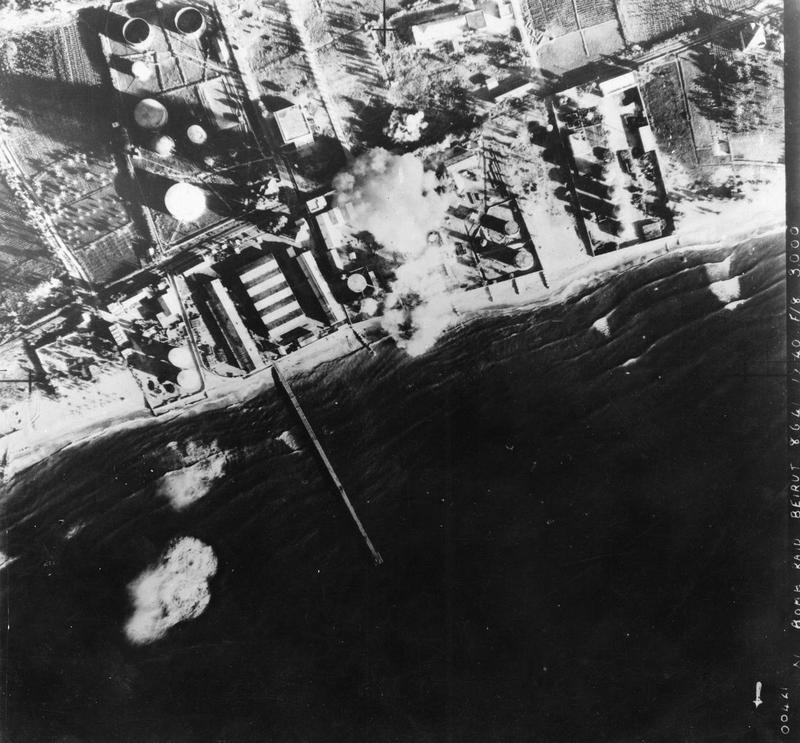
Bombardování Bejrútu
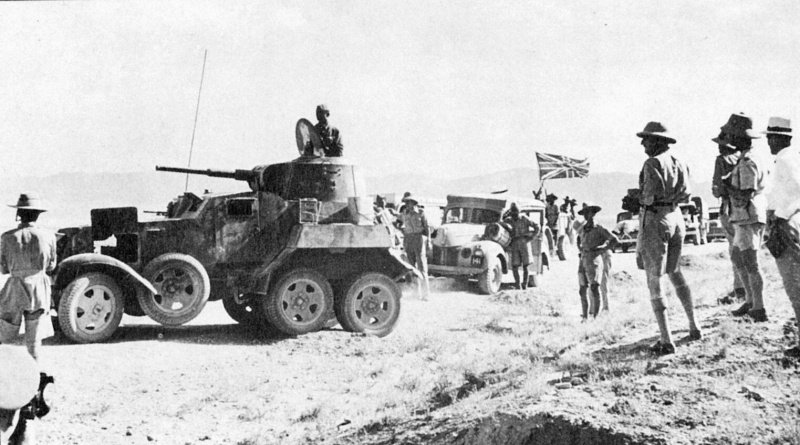
Sovětský obrněný automobil BA-10 v čele britského konvoje v Íránu
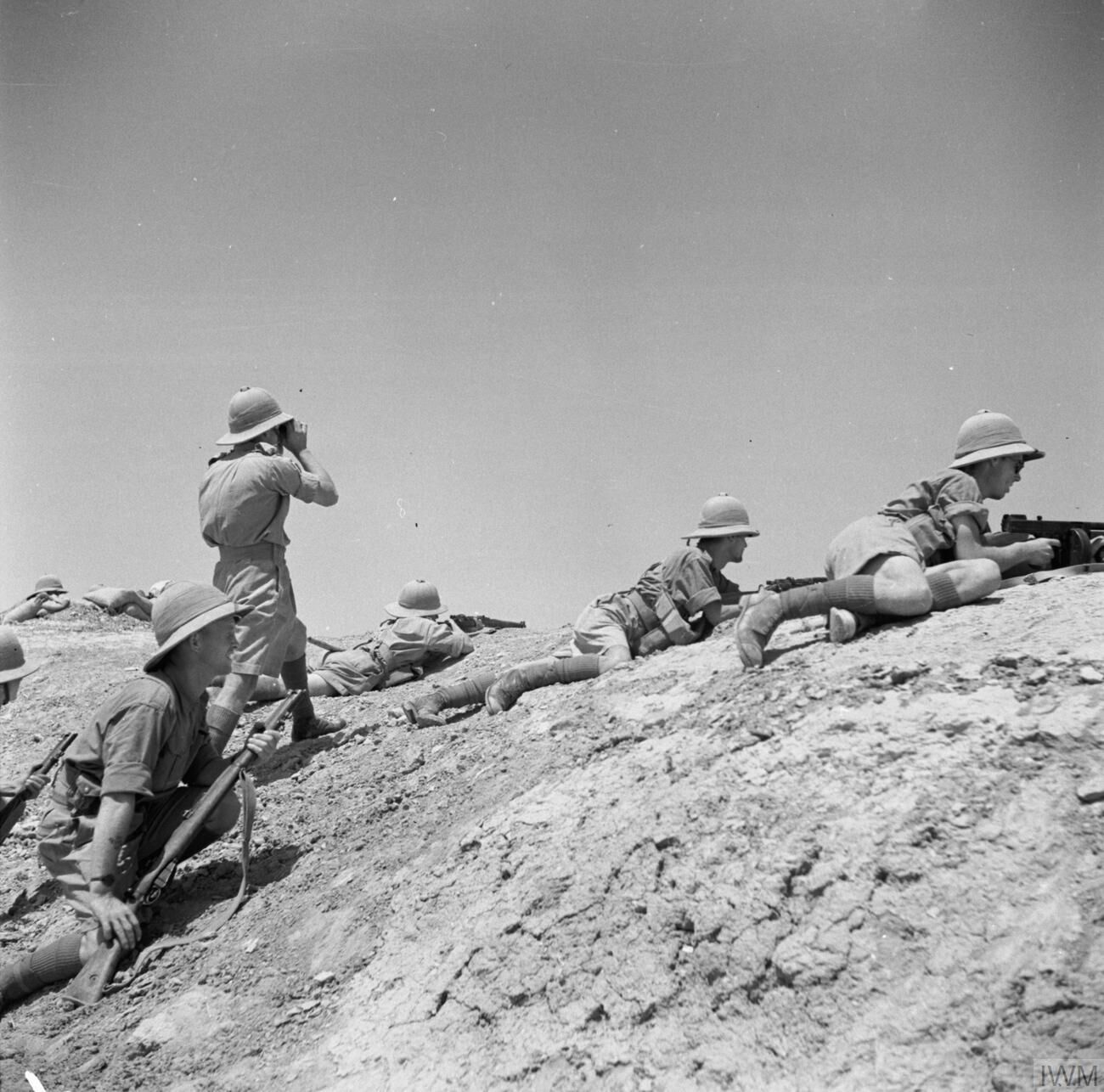
Britští vojáci poblíž Ramádí
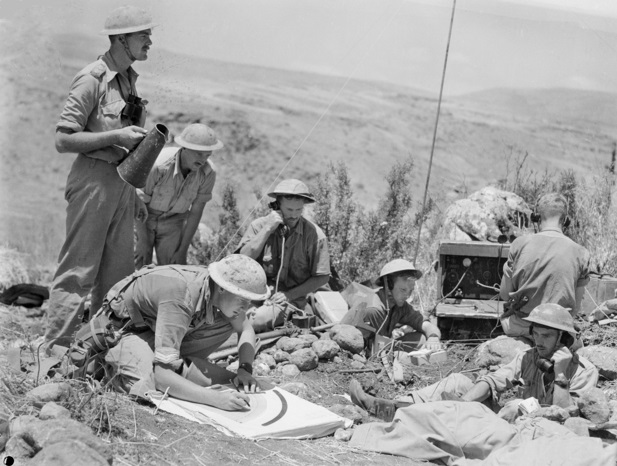
Vojáci australského 2./6. dělostřeleckého pluku
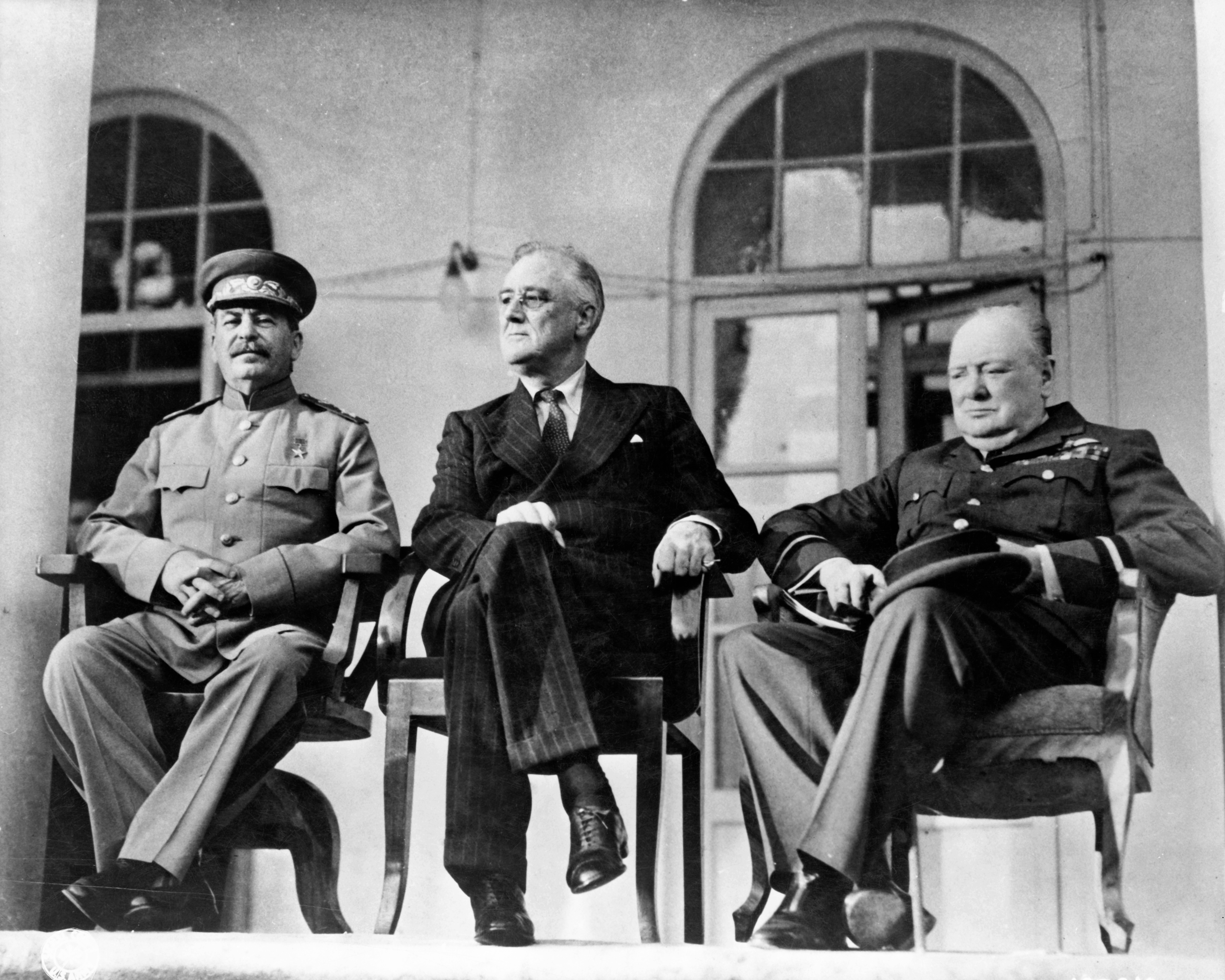
Stalin, Roosevelt a Churchill v okupovaném Teheránu, 1943
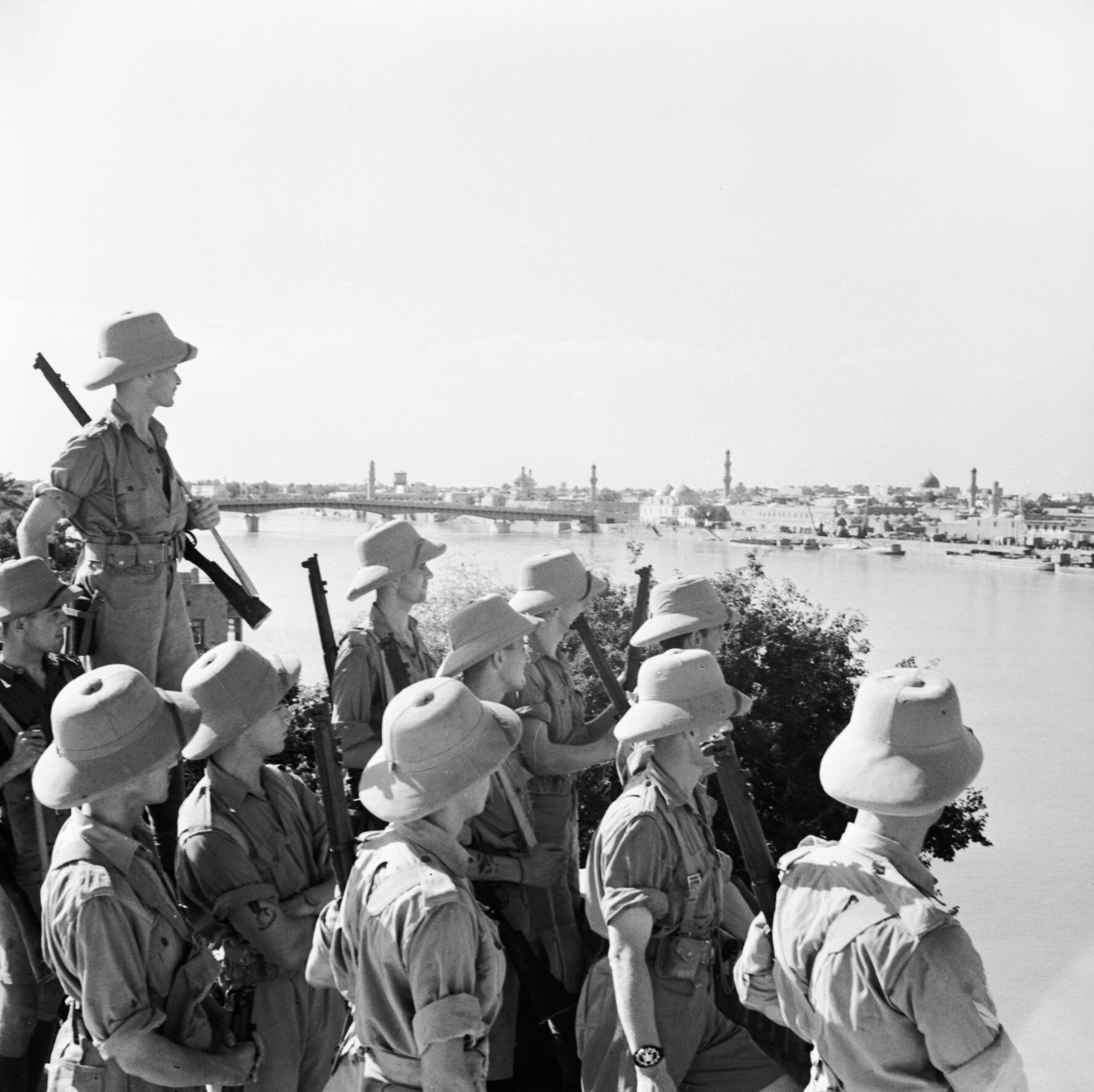
Britští vojáci hledí na Bagdád, 11. června 1941